# زوران سليشكوفيتش
زوران سليشكوفيتش هو لاعب كرة قدم كرواتي في مركز الهجوم، ولد في 1 مارس 1966 في جمهورية يوغوسلافيا الاشتراكية الاتحادية. لعب مع أيك أثينا وجيلييزنيتشار ساراييفو ودينامو زغرب ونادي سلافن بيلوبو.

## وصلات خارجية
- زوران سليشكوفيتش على موقع قاعدة بيانات كرة القدم.إي يو (الإنجليزية)
- زوران سليشكوفيتش على موقع عالم كرة القدم.نت (الإنجليزية)